# Mathildella
Mathildella is een geslacht van kreeftachtigen uit de klasse van de Malacostraca (hogere kreeftachtigen).

## Soorten
- Mathildella kyushupalauensis Takeda & Watabe, 2004
- Mathildella maxima Guinot & Richer de Forges, 1981
- Mathildella mclayi Ahyong, 2008
- Mathildella rubra Ng & Ho, 2003
- Mathildella serrata (Sakai, 1974)